# Quantiferon
 (janvier 2018).
Si vous disposez d'ouvrages ou d'articles de référence ou si vous connaissez des sites web de qualité traitant du thème abordé ici, merci de compléter l'article en donnant les références utiles à sa vérifiabilité et en les liant à la section « Notes et références ».
 (août 2020).
Améliorez-le ou discutez des points à vérifier. 
Les IGRAs (acronyme anglais signifiant Interferon-Gamma Release Assays) sont des tests diagnostiques de l'infection tuberculeuse latente (ITL).
Ce sont des marqueurs indirects de l'infection à mycobacterium tuberculosis qui montrent la présence d'une réaction immunitaire à médiation cellulaire à celle-ci. 
Ils	 mesurent	 la	 production	 d’interféron	 gamma	 par	 les	
lymphocytes	en	présence	d’antigènes	spécifiques	de	 M.	tuberculosis.	Du	fait	 du	choix	de	 ces	
antigènes,	ils	sont	plus	spécifiques que	l’IDR,	ils	ne	 sont	en 	particulier	pas	positivés	 par	une	vaccination	 antérieure	 par	 le	 BCG.	 Ils	 peuvent	 toutefois	 aussi	 être	 positivés	 par	 certaines	
mycobactéries	 environnementales.
Les IGRAs ne permettent pas de distinguer une infection tuberculeuse latente (ITL) d'une tuberculose et ne doivent pas être utilisés pour le diagnostic cette dernière, dont le diagnostic est microbiologique. 
Comme toute méthode diagnostique, les IGRAs peuvent donner :
- Des faux positifs, dus à une réaction à une mycobactérie atypique
- Des faux négatifs, concernant jusqu'à 25 % des malades, indiquant donc qu'un résultat négatif n'élimine pas une tuberculose.

Comme cité avant, et à l'inverse de l'intradermoréaction à la tuberculine, les résultats des IGRAs ne sont pas affectés par le statut vaccinal BCG (Bacille de Calmette et Guérin). Cette propriété rend les IGRAs utiles pour l'évaluation d'une ITL chez les individus vaccinés, en particulier dans les cas où le vaccin a eu lieu après l'enfance, ou que de nombreuses vaccinations BCG ont été réalisées (rappels).
À l'inverse, la spécificité de l'intradermoréaction à la tuberculine dépend de l'ancienneté du vaccin et des cas où celui-ci a été donné de façon répétée (rappels).
Le quantiFERON est le nom déposé du test de dépistage de l'infection tuberculeuse latente fabriqué par QIAGEN.